# Museumszentrum Mistelbach

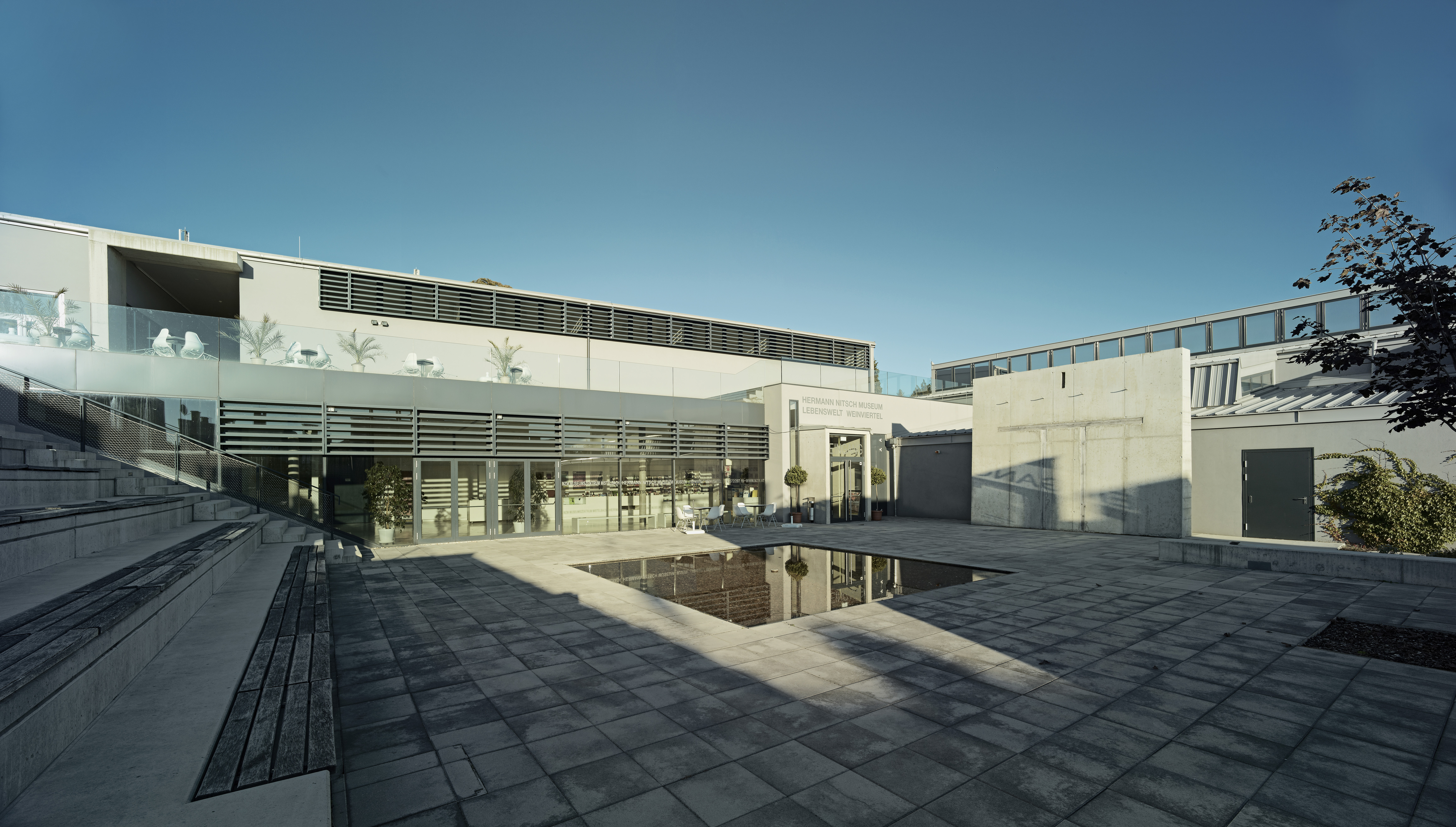
Das Museumszentrum Mistelbach (2013)

Das Museumszentrum in Mistelbach ist ein Museumskomplex in Mistelbach in Niederösterreich, der im Mai 2007 eröffnet wurde. Als Standort wurde das Gelände der ehemaligen Firma Heger & Sohn genutzt, einer früheren Fabrik für landwirtschaftliche Geräte.
Das Museumszentrum beherbergt zwei Museen – das nitsch museum und das bisher als „Lebenswelt Weinviertel“ bezeichnete MAMUZ Museum Mistelbach. Weiters stehen im ehemaligen Fabrik-Areal die Räumlichkeiten der Schmiede/Kapelle sowie eine kleinere Ausstellungshalle (M-Zone) zur Verfügung. Zu der Gesamtkonzeption des Museumszentrums gehört der von der Stadtgemeinde Mistelbach errichtete und betreute Dionysosweg, der den Besuchern nach dem Aufenthalt in den Museen des Museumszentrums inszenierte Naturerlebnisse bieten soll.

## „Museum Lebenswelt Weinviertel“/MAMUZ Museum Mistelbach

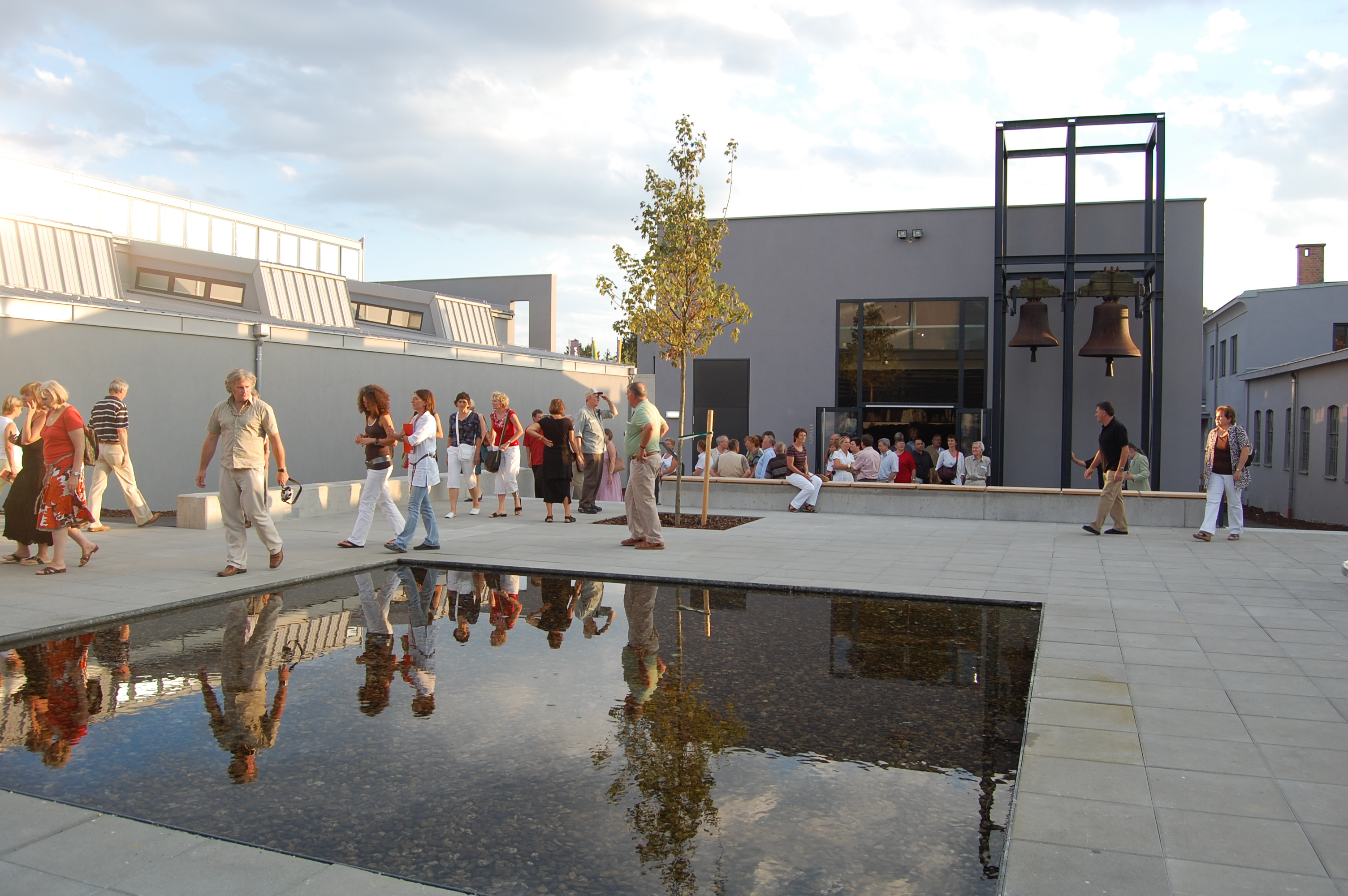
Das Museumszentrum Mistelbach (2013)

Als Außenstelle des Landesmuseums Niederösterreich hat das Urgeschichtemuseum MAMUZ (Mistelbach-Asparn-MUseumsZentrum) in Asparn an der Zaya durch die Integration der frühgeschichtlichen und mittelalterlichen Landessammlung seit dem Jahr 2014 einen beträchtlichen Zuwachs an archäologischen Fundobjekten. Das in unmittelbarer geografischer Nähe liegende Museum in Mistelbach  verstärkt als zusätzlicher Standort dieses Kompetenzzentrum der Urgeschichte und bringt einen Mehrwert für die Ausstellungsfläche der bisherigen „Lebenswelt Weinviertel“. Daher erfolgte die Umbenennung der „Lebenswelt Weinviertel“ in MAMUZ Museum Mistelbach.
Im Frühjahr 2014 wurde das MAMUZ Museum Mistelbach gemeinsam mit dem MAMUZ Schloss Asparn/Zaya als Zentrum für „40.000 Jahre Menschheitsgeschichte in Niederösterreich“ neu eröffnet. Die beiden Museumsstandorte führen die Landesgeschichte von der Altsteinzeit vor rund 40.000 Jahren bis ins Hochmittelalter auf interaktive Weise vor. In den Räumlichkeiten des MAMUZ Museum Mistelbach werden auf rund 800 m² Wechselausstellungen zur 40.000-jährigen Geschichte der Menschheit gezeigt, von der Steinzeit bis ins Frühmittelalter.
Im Vordergrund steht im MAMUZ Museum Mistelbach der Ausbau einer Zwei-Marken-Strategie: zum einen die ehemalige „Museum Lebenswelt Weinviertel“ – nunmehr MAMUZ Museum Mistelbach – als ein Standort des erweiterten ur- und frühgeschichtlichen Zentrums gemeinsam mit MAMUZ Schloss Asparn/Zaya, zum anderen das nitsch museum als monografisches Museum mit einer eigenständigen Wort-Bild-Marke.

## Hermann-Nitsch-Museum
Das Hermann-Nitsch-Museum (Eigenschreibweise nitsch museum) präsentiert sich flächenmäßig als das größte monografische Museum Österreichs. Auf einer Ausstellungsfläche von rund 2100 m², in einem Hallenkomplex mit einer Gesamtlänge von 60 Metern, ist das umfassende Werk des österreichischen Künstlers Hermann Nitsch präsentiert.
Im Sinne einer einheitlichen Gesamtstrategie erfolgte im Jahr 2012 die operative Übernahme des Hermann-Nitsch-Museums durch die Nitsch Foundation. Bis zum 1. Juli 2015 war die Nitsch Foundation von Seiten der Gemeinnützige Mistelbacher Kunst und Betriebs GmbH (nunmehr MAMUZ Museumszentrum Betriebs GmbH) mit sämtlichen operativen Agenden zur Bespielung des Hermann-Nitsch-Museums betraut. Die Verantwortung lag in der Ausstellungskonzeption und -umsetzung, in der Marketing- und Pressearbeit sowie in der Konzeption, Bewerbung und Abwicklung von Veranstaltungen am Standort. Mit der Übernahme durch die Nitsch Foundation wurde eine neue CI eingeführt, die das Museum fortan als „nitsch museum“ führt. Zur Visualisierung der künstlerischen Vielfalt werden sowohl einzelne Werkblöcke als auch zeitlich wie inhaltlich zusammengehörende Arbeiten in einem regelmäßigen Wechsel im Nitsch Museum präsentiert.

## Sonderausstellungen
nitsch museum:
- Mai 2007 – September 2007: Hermann Nitsch
- Mai 2008 – April 2009: Hermann Nitsch – 20. Malaktion, Wiener Secession 1987
- Mai 2009 – März 2010: Hermann Nitsch – 56. Malaktion, 2009
- Mai 2011 – April 2012: Hermann Nitsch – Das frühe Werk. Die Essenz der Duerckheim Collection
- August 2012 – November 2012: Heinz Cibulka – Im Takt von Hell und Dunkel
- April 2013 – Juli 2014: Hermann Nitsch – Sinne und Sein. Retrospektive
- September 2014 – April 2016: Hermann Nitsch – arena. werk aus dem werk
- Mai 2016 – April 2017: Hermann Nitsch – Ritual

MAMUZ:
- November 2007 – März 2009: Wein/4-Landsleute
- Mai 2009 – November 2009: Das Wunder Wein. Kult – Fest – Ritual
- März 2010 – November 2010: Der Barbarenschatz – Den Römern geraubt
- April 2011 – November 2011: Hexen.Zauber
- März 2012 – Oktober 2012: Mumien – Blick in die Ewigkeit
- März 2013 – November 2013: Süße Lust – Geschichte(n) der Mehlspeise
- April 2014 – November 2014: Giganten der Eiszeit. Auf den Spuren der Mammutjäger
- März 2015 – November 2015: Ötzi. Der Mann aus dem Eis
- März 2016 – Dezember 2017: Stonehenge. Verborgene Landschaft
- März 2018 – November 2018: Faszination Pyramiden
- März 2019 – November 2019: Märchen, Mythen und Symbole. Der Mensch und seine Geschichten
- März 2021 – November 2021: Götter und Rituale der Maya
- März 2022 – November 2022: Königreiche der Eisenzeit
- März 2023 – November 2023: Kelten

## Sonstiges
Experten des MAMUZ bargen Ende Oktober 2019 einen Schatzfund von rund 1000 Silbermünzen aus 1190–1210 samt Tonkrug am Friedhof von Mistelbach.